# 纸飞机

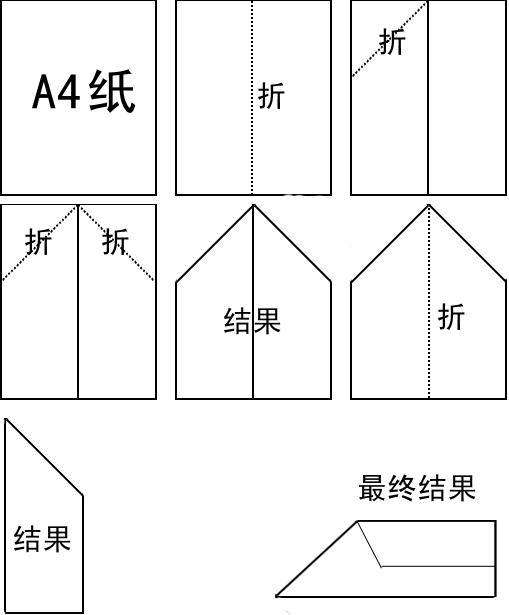
一架传统的纸飞机的图解

以吉澤章-蘭德列特系統表示的纸飞机的图解

纸飞机是一种用紙做成的玩具飞机。它可能是航空类折纸手工中的最常见形式，航空类折纸手工属于折纸手工的一个分支。
由于它是最容易掌握的一种折纸类型，所以深受初学者乃至高手的喜爱.最简单的纸飞机折叠方法只需要6步就可以完成。现在「纸飞机」这个词也包括那些用纸板做成的。

## 發展史

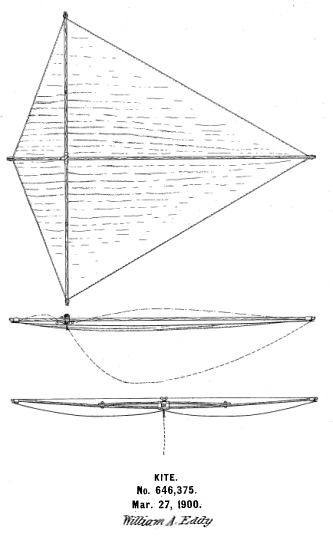
中国人將风筝製作成會飛行的實質化物体，例如龍和鳳。

用纸制作玩具被认为起源于2000年前的中国，那时风筝是一种流行的娱乐项目。日本江戶時代文獻有紙鶴#歷史的最早記載。虽然这些可以被看作是现代纸飞机的证据，但是没有人能有把握地提供准确的证据指出地这项发明到底起源于哪里；随着时间的推移，纸飞机速度、浮力和外形的设计已经有了较大的改进。 
西方，最早能追溯到年代的纸飞机是在1909年制作的。然而，现在最为人们所接受的制作方法是由约翰·K·诺斯罗普（洛克希德公司的创始人之一）在1930年所制作的。诺斯罗普用纸飞机来做模拟测试来发现真实飞机的飞行机理。

## 纸飞机的类型

### 传统型
这种纸飞机需要6个步骤来制作；如果略去第1步对折的话可以只用5个实际的操作步骤。可以使用一张长方型的纸，如A3、A4或者信纸（推荐A4或信纸），来制作这种纸飞机。

#### 制作说明书
以下这些制作说明，其對應圖示顯示於右上方。
1. 首先把纸张放在垂直方向，并把左右对折来制造一个在纸张中间的折痕。
2. 將對折打開，並把左上及右上角折向中間的折痕。
3. 再依先前的中間折痕，左右對折。接下來則進行最重要的步驟，也就是折機翼的部分。
4. 紙張依然放在垂直的方向，把鈍端(下方)的兩側紙張向外側翻折而不是向內側。一架傳統的紙飛機就完成了。

更多種變型的紙飛機製作說明及圖示可以在布萊克布恩的網站 （页面存档备份，存于）找到。

### DC-03型
已经有很多人宣称自己做出了“世界上最好的纸飞机”。模型DC-03就是其中之一(DC-03 纸飞机模型)。DC-03拥有巨大的滑翔翼，和一个可能在所有纸飞机里独一无二的尾翼。可惜的是没有一个国际性的纸飞机联盟或者协会对这是否是世界最好的飞机进行官方的认定。

## 空气动力学

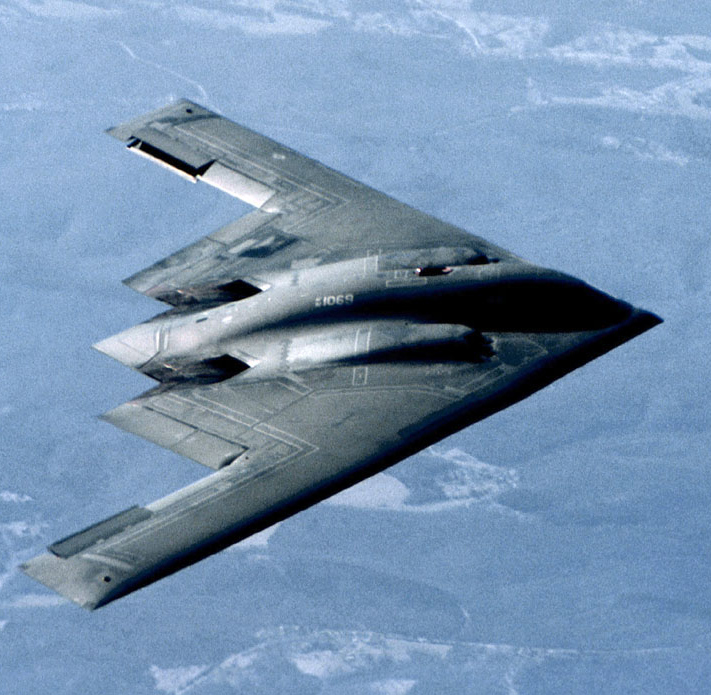
布莱克布恩用B-2“幽灵”隐形轰炸机作为没有尾翼的稳定飞机的例子。

虽然DC-03模型也有机翼，吉尼斯世界纪录保持者肯·布莱克布恩不同意在纸飞机的尾部加“尾翼”的做法。他在自己的网站解释纸飞机的空气动力学时提到尾翼是不必要的。他以实际的B-2幽灵飞翼轰炸机为例，提到沿着机翼的配重使重心更向前，因此飞机也就更平稳。
1977年，Edmond Hui根据吊滑翔机的空气动力学，独立地发明了一种隐形轰炸机似的新型纸飞机。这种被他称做Paperang(网站 （页面存档备份，存于）)的纸飞机相当独特。它具有可准确控制的翼剖面和高展弦比的机翼；其建造方法使建造者可以改变机身外形的各个部分。这使它成为一本1987年出版的名叫《有趣的纸飞机》的书和1992年很多报纸文章的主题。由于使用了钉书针，它无法参加大部分纸飞机竞赛，但极佳的滑翔性能使它的滑翔比达到12:1，并相当稳定。
虽然普遍认为轻的纸飞机比重的飞得更远，但是布萊克布恩认为这是不正确的。他打破20年前的纸飞机记录(说明)是基于他的信念：最好的飞机拥有短的机翼和重心位于掷飞机的人掷出飞机的那个点，同时长机翼和更轻的重量能让纸飞机更长的飞行但是在掷出阶段不能被给予更多的力量。布萊克布恩说：“为最大高度和好的进入滑翔状态转变，必须使抛出角度为水平向上10度”——至少达到60英里每小时（大约100公里每小时）的速度是他成功掷出的飞机所必须的。

## 世界纪录
很多年来，许多人试图突破手掷飞机在空中的最长停留时间这一极限。肯·布莱克布恩（Ken Blackburn）保持这一吉尼斯世界纪录长达13年时间（1983年－1996年）。1998年10月8日他再次创造了室内纸飞机飞行记录，他的纸飞机在空中保持了27.6秒。吉尼斯官方和CNN有線電視新聞網见证并报道了这项记录。布萊克布恩在这次冲击记录的尝试中使用的纸飞机被归属到滑翔（无引擎飞机）类当中。
台灣一位中學教師卓志賢所開發的紙飛機曾締造飛行距離52.8公尺和滯空33秒的飛行紀錄。